# DXF
AutoCAD DXF (Drawing Exchange Format) je CAD formát vyvinutý firmou Autodesk, umožňující výměnu dat mezi AutoCADem a dalšími programy.
DXF byl původně uveden v prosinci 1982 jako součást AutoCAD 1.0, a byl zamýšlen jako komunikační formát k DWG, který přesně reprezentuje nativní data AutoCADu a jehož specifikace není Autodeskem publikována. Autodesk publikuje specifikaci formátu DXF na svých webových stránkách od verze AutoCAD Release 13 (11.1994) až AutoCAD 2014 (3.2013).
Od verze AutoCADu 10 (9.1988) a výše DXF podporuje jak textovou ASCII tak binární formu. Starší verze podporují výhradně pouze textovou.
Jak se AutoCAD stával komplexnějším, podporoval více komplexních objektů, DXF se stalo méně použitelné. Některé typy objektů, včetně ACIS těles nejsou plně dokumentované. Další typy objektů, včetně dynamických bloků, jsou částečně dokumentované, ale nepovolují jiným vývojářům je podporovat.
Většina významných komerčních SW vývojářů, včetně konkurentů, se rozhodla podporovat DWG jako primární formát výměny dat použitím knihoven Open Design Alliance – neziskové konsorcium, které provádí reverzní inženýrství DWG formátu.
Uložením výkresu ze studentské verze Autocadu do formátu DXF je možné jej opětovně otevřít a zároveň se zbavit hlášky, že byl výkres vytvořen ve výukové verzi.

## Struktura souboru
ASCII verzi DXF je možné číst textovým editorem. Základní organizace DXF souboru je následující:
- HEADER sekce – Obecné informace o výkresu. Každý parametr má název proměnné a odpovídající hodnotu.
- CLASSES sekce – Udržuje informace pro aplikační definici které se objevují v sekcích BLOCKS, ENTITIES, and OBJECTS. V principu ale neposkytuje dostatek informací umožňující výměnu dat s jinými programy.
- TABLES sekce – Tato sekce obsahuje definice pojmenovaných prvků

Aplikační ID (APPID) tabulka
Záznam bloku (BLOCK_RECORD) tabulka
Styl kóty (DIMSTYPE) tabulka
Hladina (LAYER) tabulka
Typ čar (LTYPE) tabulka
Styl textu (STYLE) tabulka
Souřadný systém (UCS) tabulka
Pohledy (VIEW) tabulka
Rozložení pohledů (VPORT) tabulka
- BLOCKS sekce – obsahuje definice prvků obsažených v bloku a reprezentující vzhled všech jeho kopií ve výkresu.
- ENTITIES sekce – obsahuje všechny prvky výkresu včetně umístění bloků
- OBJECTS sekce – obsahuje data aplikované pro negrafické objekty, využívané skripty AutoLISP a aplikacemi ObjectARX.
- THUMBNAILIMAGE sekce – obsahuje náhled DXF výkresu
- END OF FILE – konec souboru

## Software který podporuje DXF
- Alphacam
- Adobe Illustrator
- Alibre design
- AutoCAD
- BricsCAD
- CorelDraw
- DWGeditor
- HYCAD
- Inventor
- LibreCAD
- Mathematica
- MicroStation
- OCAD
- Revit
- progeCAD
- QCad
- SolidWorks
- Tebis CAD/CAM
- TurboCAD
- T-FLEX CAD
- SolidEdge
- Maya
- 3d Studio Max
- True Space
- DraftSight
- Spirit